# Johannsenomyia dichora
Johannsenomyia dichora är en tvåvingeart som först beskrevs av Edwards 1933.  Johannsenomyia dichora ingår i släktet Johannsenomyia och familjen svidknott. Inga underarter finns listade i Catalogue of Life.